# Klovnen (film 1917)
Klovnen è un film del 1917 diretto da A. W. Sandberg.

## Trama
Il clown Joe Higgins è legato da tenera amicizia con Daisy, la figlia dei proprietari di un piccolo circo nel quale lavora. Una sera un influente impresario, colpito dal suo talento, gli propone un remunerativo contratto in un teatro di varietà: egli accetta, alla condizione, alla quale l’impresario accondiscende, di portare con sé Daisy e i suoi genitori.
Dopo un paio d’anni Joe e Daisy sono marito e moglie, e vivono coi genitori di lei, ma ciò non impedisce a Daisy di accettare le avances del conte Henri, che corteggia la donna dietro le quinte mentre Joe si esibisce sul palco. La tresca viene scoperta, e Daisy, convinta di amare Henri, ma sempre legata da affetto a Joe, pur con una certa esitazione lascia la famiglia, per stabilirsi dal conte, che, per quanto un poco perplesso, la accoglie. Joe è affranto, ed i genitori sono contrariati.
Un anno dopo i rapporti fra Daisy e Henri si sono deteriorati. Daisy si reca a casa dei genitori alla ricerca di Joe, che è assente, ed il padre la scaccia.
Il giorno dopo Joe ed i suoceri apprendono che Daisy, gettatasi disperata in un canale per togliersi la vita,  giace moribonda all’ospedale. Joe la raggiunge, e, mentre Daisy spira fra le sue braccia confidandogli di non aver amato altri che lui, egli giura di vendicarsi del conte Henri.
Passano molti anni, i genitori di Daisy sono morti, e l’anziano Joe è tornato a lavorare come clown in un piccolo circo itinerante. Durante uno spettacolo Joe, avendo riconosciuto Henri fra il pubblico, entra sulla pista portandosi un revolver che ha sottratto ad un suo collega, e, in quello che sarà il suo ultimo numero, spara al conte Henri, uccidendolo. Compiuta finalmente la vendetta, Joe si augura un giorno di potersi ricongiungere all’amata Daisy, e cade esanime a terra vittima di un malore letale.